# Hard Times (Arcansiel)

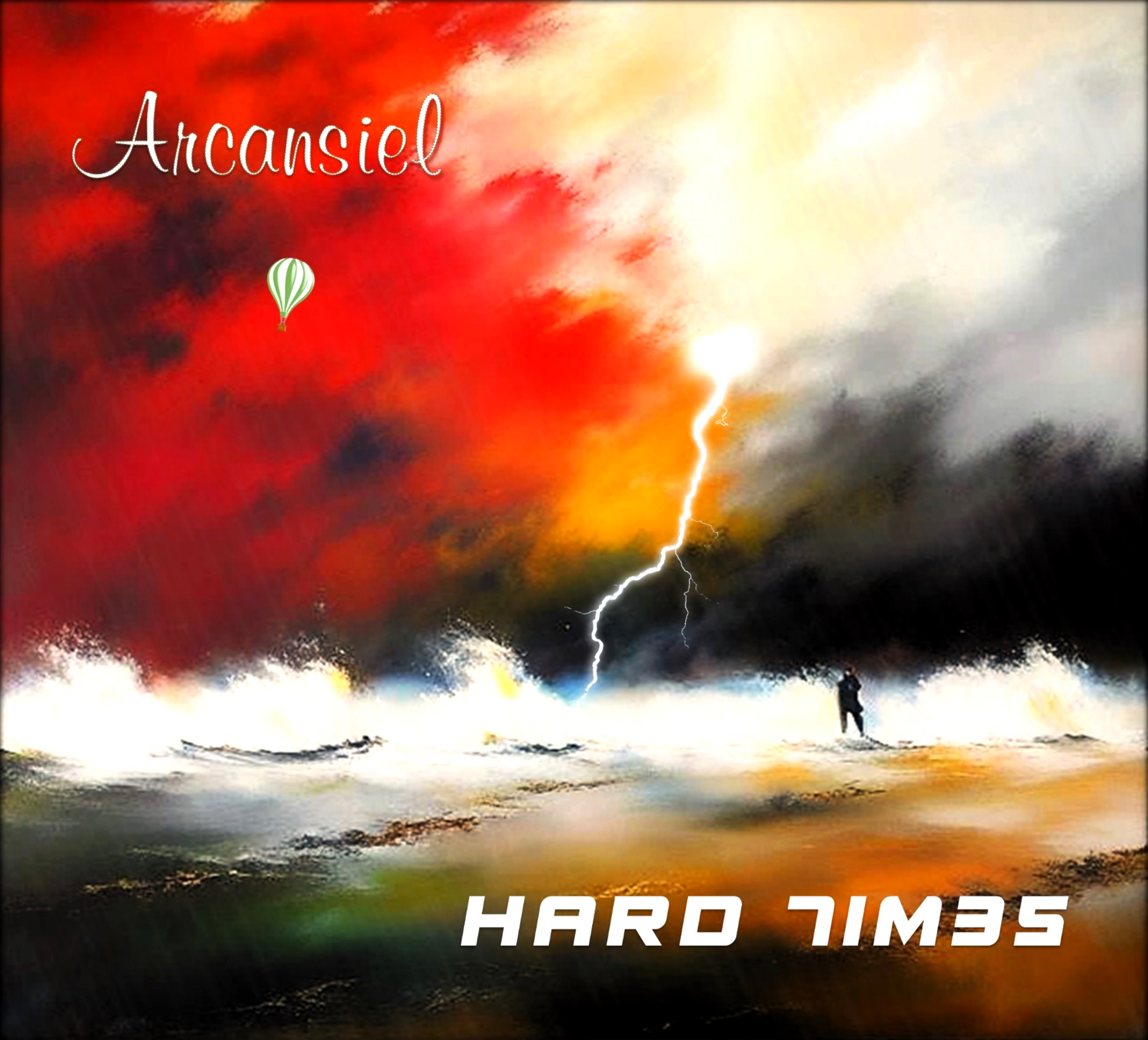
Image created by Felice Lombardo

Hard Times è un album in studio del gruppo italiano Arcansiel; le tematiche affrontate sono i tempi difficili che caratterizzano lo scenario sociale, culturale ed etico. La band gioca con un paragone audace, vedendo nel rock progressivo una metafora di queste sfide contemporanee. Questa analogia si riflette anche nella scelta stilistica del titolo, dove la parola "times" incorpora elementi dell'alfabeto "leet", evidenziando così la complessità e l'irregolarità tipiche dei tempi musicali prog, ma mantenendo al contempo la leggibilità del messaggio.
L'apertura dell'album è affidata a "Too Late", una suite di quasi 18 minuti dove Davide Sorella, autore di musica e testo, mescola influenze barocche a sonorità quasi jazz, creando un forte contrasto con un messaggio ambientalista di denuncia contro i danni inflitti dall'uomo al pianeta.
Segue "Puppets & Puppeteers", nato dalla collaborazione tra Sebastiano Valvo e Felice Lombardo. Il pezzo alterna parti cantate, ritmiche incisive e melodie imprevedibili a momenti solenni e epici, muovendo una critica verso l'arroganza e la prepotenza prevalenti in una società oversaturata di comunicazione non filtrata.
Il terzo brano, "Heaven Is Not Here" di Felice Lombardo, racconta di una donna sedotta dalla promessa di una vita migliore, spinta ad abbandonare le proprie radici. L'introduzione, dalle tinte bucoliche, evolve in una ballad dove gli arpeggi di chitarra e un cantato melodico mettono in luce le voci di Marco Leccese e Sebastiano Valvo, culminando in un finale strumentale di calma riflessione.
L'album si conclude con "My Old Same Mistakes", una collaborazione tra Davide Sorella e Sebastiano Valvo, che pone al centro un uomo in lotta con le proprie insicurezze e alla ricerca di sostegno. La traccia si sviluppa in un clima disteso, con una parte strumentale che attinge a influenze medievaleggianti e prog-jazz, fino a sorprendere, nel suo epilogo, con un finale imprevedibile che ribalta le aspettative in puro stile canterburiano.

## Tracce
1. Too Late – 17:48 (Davide Sorella)
2. Puppets & Puppeteers – 7:49 (Sebastiano Valvo, Felice Lombardo)
3. Heaven Is Not Here – 11:20 (Felice Lombardo)
4. My Old Same Mistakes – 7:27 (Davide Sorella, Sebastiano Valvo)

## Formazione
- Gianni Lavagno - Drums & Percussion
- Marco Leccese - Lead Voice
- Felice Lombardo - Fretted & Fretless Six-string Electric Basses
- Davide Sorella – Keyboards
- Sebastiano Valvo - Electric & Acoustic Guitars, Vocals